# Вилчовці
Ви́лчовці (болг. Вълчовци) — село у Великотирновській області Болгарії. Входить до складу общини Єлена.

## Населення
За даними перепису населення 2011 року у селі проживали 11 осіб, з них 10 осіб (90,9%) — болгари.
Розподіл населення за віком у 2011 році:
Динаміка населення: